# Terry Butcher
Terence ("Terry") Ian Butcher (Singapore, 28 december 1958) is een voormalig betaald voetballer uit Engeland, die speelde als verdediger gedurende zijn carrière. Na zijn actieve loopbaan stapte hij het trainersvak in. Sinds 12 november 2013 is hij coach van Hibernian in Schotland.

## Clubcarrière
Butcher speelde clubvoetbal in Engeland en Schotland, voor onder meer Ipswich Town en Glasgow Rangers. Met die eerste club won hij onder de UEFA Cup in 1981 ten koste van AZ'67.

## Interlandcarrière
Butcher speelde 77 keer voor de nationale ploeg van Engeland, en scoorde driemaal voor de nationale ploeg in de periode 1980-1990. Onder leiding van bondscoach Ron Greenwood maakte hij zijn debuut op 31 mei 1980 in de vriendschappelijke uitwedstrijd tegen Australië (1-2) in Sydney. Butcher nam met Engeland deel aan drie opeenvolgende WK-eindronden: 1982, 1986 en 1990.
| Interlanddoelpunten | Interlanddoelpunten | Interlanddoelpunten | Interlanddoelpunten  | Interlanddoelpunten | Interlanddoelpunten | Interlanddoelpunten | Interlanddoelpunten |
| #                   | Datum               | Locatie             | Wedstrijd            | Goal(s)             | Score               | Uitslag             | Wedstrijd           |
| ------------------- | ------------------- | ------------------- | -------------------- | ------------------- | ------------------- | ------------------- | ------------------- |
| 1                   | 23/02/1983          | Londen              | Engeland – Wales     | 39'                 | 1 – 1               | 2 – 1               | Home Nations        |
| 2                   | 16/11/1983          | Luxemburg           | Luxemburg – Engeland | 51'                 | 0 – 3               | 0 – 4               | EK-kwalificatie     |
| 3                   | 23/04/1986          | Londen              | Engeland – Schotland | 27'                 | 1 – 0               | 2 – 1               | Oefeninterland      |

## Erelijst
Ipswich Town
- UEFA Cup

1981
- FA Cup

1981
 Glasgow Rangers
- Scottish Premier League

1987, 1989, 1990
- Scottish Cup

1987, 1988, 1989